# Persécution
Persécution è un film del 2009 diretto da Patrice Chéreau.

## Trama
Il 35enne Daniel conduce un'esistenza solitaria. La sua unica compagnia è quella di Sonia, una donna con cui intrattiene un'ambigua relazione da tre anni. Poi, un giorno, nella vita di Daniel fa irruzione uno sconosciuto che inizia a perseguitarlo.